# He Zi
He Zi (en xinès: 何姿; pinyin: Hé Zī; nascuda l'11 de desembre de 1990) és un saltadora xinesa, especialitzada en salt de trampolí d'1 metre i 3 metres i 3 metres trampolí sincronitzat.

## Carrera
Entre les seves consecucions hi ha:
- 2006 – Medalla de plata en salt de trampolí d'1 i 3 metres dels Jocs asiàtics.[2]
- 2007 – Medalla d'or femenina en salt de trampolí d'1 metre al Campionat del Món de natació.[1]
- 2009 – Medalla d'or femenina en salt de trampolí de 3 metres a les Series Mundials de Salts FINA.[3]
- 2010 – Or guanyat en salt de trampolí de 3 metres i or (juntament amb Wu Minxia) en el salt de trampolí sincronitzat de 3 metres a la 17ena Copa Mundial de Salts FINA .[4]
- 2011 – Or guanyat (juntament amb Wu Minxia) en el salt de trampolí sincronitzat de 3 metres i plata en el salt de trampolí de 3 metres al Campionat del Món de natació.
- 2012 – Or guanyat (juntament amb Wu Minxia) en el salt femení de trampolí sincronitzat de 3 metres als Jocs Olímpics d'estiu.
- 2012 – Plata guanyada en el salt femení de trampolí de 3 metres als Jocs Olímpics d'estiu.